# Fortes têtes
Fortes têtes (titre original : Familie is nich) est un téléfilm allemand de Nana Neul diffusé en 2024.

## Synopsis
Dans un petit village du Brandebourg, Anne vit recluse dans sa ferme. Veuve depuis plusieurs années, elle s'est brouillée avec tous les habitants et n'a plus aucun contact avec sa fille Julia. Lorsque cette dernière est arrêtée pour avoir participé à un braquage, Anne se retrouve à devoir s'occuper de sa petite-fille Tilda qu'elle n'a jamais connu. Alors que sa grand-mère ne demande qu'à s'en débarrasser, la jeune fille s'obstine au contraire à vouloir trouver sa place auprès d'elle...

## Fiche technique
- Titre original : Familie is nich
- Titre anglophone : Calimity mamie
- Réalisation : Nana Neul
- Scénario : Andrea Deppert
- Directeur de la photographie : Bernhard Keller
- Montage : Anna Kappelmann
- Musique : Can Erdogan et Beat Solèr
- Production : Philipp Budweg et Julia Rappold
- Genre : Drame
- Pays :  Allemagne
- Durée : 89 minutes (1 h 29)
- Date de diffusion :
  -  Allemagne : 10 décembre 2024 (Internet), 13 décembre 2024
  -  France : 13 décembre 2024 sur Arte

## Distribution
- Meret Becker (VF : Armelle Gallaud) : Anne
- Luise Landau (VF : Cassandre Duquesnel Poussard) : Tilda
- Florian Lukas (VF : Alexandre Gillet) : Holger
- Emma Bading (VF : Valérie Bescht) : Julia
- Banafshe Hormazdi : Mariam
- Camill Jammal : le père Schlesinger
- Steffi Kühnert : Luise
- Anita Vulesica : Mme Heimrath
- Jakob Schmidt : le livreur
- Hans Jürgen Alf : l'apothicaire